# Ausgebreiteter Frauenmantel
Der Ausgebreitete Frauenmantel (Alchemilla effusa), auch Flachblatt-Frauenmantel genannt, ist eine Pflanzenart aus der Gattung Frauenmantel (Alchemilla) innerhalb der Familie der Rosengewächse (Rosaceae).

## Beschreibung
Der Ausgebreitete Frauenmantel ist eine krautige Pflanze, die Wuchshöhen von 5 bis 50 Zentimeter erreicht. Die Stängel sind an den unteren drei bis vier Internodien wie die Blattstiele anliegend bis leicht abstehend behaart (Indument). Die Grundblätter sind bis 10 cm breit, meist rund, mit geschlossener Basalbucht, flach und 9- oder 11, selten 13-lappig. Die Blattlappen sind halbrund bis parabelförmig. Die Blattoberseite ist kahl und die Blattunterseite meist nur an den Nervenenden anliegend behaart (Trichome).

## Vorkommen
Der Ausgebreitete Frauenmantel kommt fast in den ganzen Alpen vor, ferner in den Cevennen, im Französischen und südlichen Schweizer Jura, im Apennin und in den Dinariden; seltener findet man ihn auch im nördlichen Alpenvorland, im Bayerischen Wald, im Erzgebirge und in den Sudeten.
Der Ausgebreitete Frauenmantel gedeiht von der hochmontanen bis in die subalpine Höhenstufe. Er besiedelt Quell- und Staudenfluren, Bachränder, feuchte bis rieselnasse, kurzrasige oder lückige Wiesen und Weiden.

## Systematik
Die Erstbeschreibung von Alchemilla effusa erfolgte 1895 durch Robert Buser in Neue Denkschr. Allg. Schweiz. Ges. Gesammten Naturwiss., Band 34, S. 128. Ein Synonym für Alchemilla effusa Buser ist Alchemilla effusiformis S.E.Fröhner, Alchemilla ursina S.E.Fröhner, Alchemilla reniformis subsp. ursina (S.E.Fröhner) Plocek. Alchemilla effusa gehört zur Sektion Alchemilla aus der Gattung Alchemilla.